# Circuito de Goodwood
O Circuito de Goodwood é um autódromo localizado em Chichester, Inglaterra, no Reino Unido, possui uma pista com pouco mais de 3,809 km de extensão com 7 curvas, o circuito era inicialmente uma base aérea da Força Aérea Real que funcionou entre os anos de 1948 e 1966, no local é realizado o tradicional Festival de Velocidade de Goodwood e o Goodwood Revival, onde é realizada corridas de subida de montanha.